# آرتور اونز
آرتور گراهام اونز که بعدها با نام آرتور گراهام وایت نیز شناخته می‌شد (انگلیسی: Arthur Owens؛ ۱۴ آوریل ۱۸۹۹ – ۲۴ دسامبر ۱۹۵۷) یک جاسوس دوجانبه اهل ولز بود، که در طول جنگ جهانی دوم برای متفقین جاسوسی می‌کرد. او در عین این‌که به‌نظر می‌رسید یکی از مأموران آبوهر باشد، با نام مستعار SNOW که مقلوب نام‌خانوادگی خود او بود، برای ام‌آی۵ کار می‌کرد.